# Islamiska Dawapartiet
Islamiska Dawapartiet (ar. حزب الدعوة الإسلامية Hizb al-Da'wa al-Islamiyya) är, historiskt sett, en militant shiitisk islamistisk grupp och, nuvarande, ett irakiskt politiskt parti. Dawa och Supreme Council for the Islamic Revolution in Iraq (Högsta rådet för den islamiska revolutionen i Irak) är de två största partierna i den shiitiska koalitionen Förenade irakiska alliansen, som vann platser både i valet i januari 2005 och i det mer permanenta valet i december 2005.
Partiet leddes tidigare av Ibrahim al-Jaafari, en läkare som tjänstgjorde som premiärminister för Irak i övergångsregeringen från 2005 till 20 maj 2006. Partiets leds numera av Nuri al-Maliki, som var Iraks premiärminister mellan 2006 och 2014